# Ingo Günther
Ingo Günther (Bad Eilsen, Alemanya, 1957) és un videoartista, professor universitari i periodista alemany. És un dels pioners en la recerca i edició d'imatges per satèl·lit per a la difusió a través dels mitjans de comunicació, i en utilitzar-les amb finalitats artístiques. El treball de Günther es fonamenta en la transformació de la informació a un llenguatge visual que connecti de manera directa amb el públic. La seva obra més coneguda, World Processor, iniciada a finals dels anys 80 i encara en curs, utilitza globus terraqüis com a suport per presentar dades que exposen diferents problemàtiques de caràcter global d'actualitat a les últimes dècades.

## Trajectòria
Ingo Günther va estudiar etnologia i antropologia a la Universitat de Frankfurt (1977), posteriorment va estudiar escultura i arts visuals a l'Acadèmia d'Art de Düsseldorf (1982), on va ser assistent del prestigiós videoartista sud-coreà Nam June Paik.
A mitjans dels anys 80, Ingo Günther es trasllada a Nova York, on el 1984 funda la Ocean Earth Construction and Development Corporation juntament amb l'artista nord-americà Peter Fend. La companyia va esdevenir pionera en el tractament de les imatges de satèl·lits per la seva posterior distribució a través dels mitjans de comunicació. En aquesta època Günther va ser conscient de les possibilitats que oferien la interrelació de la informació i l'art, que van ser desenvolupades en la seva obra posterior.
El 1987 funda la World Space Corporation a Nova York, companyia utilitzada per al seu treball periodístic i artístic.
L'any 1990 va ser un dels fundadors, juntament amb Norbert Meissner i Joerg Seyde, del Kanal X, el primer canal de televisió pirata de la República Democràtica Alemanya. El canal, de caràcter contracultural, va sorgir en un temps de grans moviments socials a la ciutat de Leipzig en contra del govern comunista. La programació consistia principalment en obres de videoart, traduccions de notícies de mitjans estrangers, i informacions polítiques i culturals locals, però amb la Reunificació alemanya no va poder aconseguir una llicència oficial de radiodifusió i va desaparèixer.
A partir dels anys 90, Ingo Günther inicia la seva activitat docent, que es desenvolupa principalment entre Alemanya, el Japó i els Estats Units. Ha estat professor de la fundació de l'Acadèmia d'Arts i Mitjans de Colònia (1990-1994), professor d'economia dels mitjans a la Universitat de les Arts de Zuric (2001-2003), i professor visitant en la Universitat de les arts de Tòquio (Tokio Geijutsu Daigaku) (2006-2007).
Günther és conseller del New York Hall of Science, investigador de la Universitat d'Indiana, corresponsal a l'estranger pel l'editorial japonesa Shinchosha, i director artístic del Tochoji, el temple Zen més antic de Tòquio.

## Obra
La formació heterogènia de Günther aporta als seus projectes un caràcter multidisciplinari tant en l'aspecte tècnic, amb la utilització de l'escultura, el vídeo i les instal·lacions, com al temàtic, amb la interrelació de diferents disciplines com la ciència, el periodisme o l'antropologia. L'exposició al públic de realitats sobre conflictes polítics, socials, econòmics o ambientals, des d'una perspectiva diferent de la mostrada pels mitjans de comunicació generalistes actua com a leitmotiv de la seva obra.

### Inicis
En els seus inicis artístics, l'obra d'Ingo Günther s'emmarca dins del videoart, sorgit a mitjans dels anys 60 com a reacció contra l'art academicista i els rígids sistemes socials, culturals i mediàtics de l'època.
Algunes de les característiques teòriques del moviment Fluxus, com la multidisciplinarietat, l'interès per la reflexió teòrica, la proclamació d'una obra d'art incompleta i oberta, i la desmitificació de l'art, han estat presents en els treballs de Günther. Dos dels principals artistes d'aquest moviment, Nam June Paik i Wolf Vostell han estat influències en els inicis de Günther com a videoartista.
El treball de Nam June Paik ha estat un referent en el videoart a tot el món, i especialment a Alemanya, on va estudiar música electrònica amb John Cage, Karlheinz Stockhausen, i Wolf Vostell, a més de ser professor a l'acadèmia d'art de Düsseldorf des de l'any 1979 al 1996.
L'obra de June Paik, Global Groove (1973), és un collage d'imatges de vídeo de diferents fonts, que va representar el primer zaping televisiu entre imatges d'Occident i d'Orient. Aquest treball és un referent en les primeres obres de Günther, com el tractament de la televisió i les seves imatges a la composició Rotorama (1985), destinat a ser un element d'un equip de vídeo, compost de dues pantalles de televisió que giren, incorporant la mecànica del segle xix a l'electrònica digital del segle xx, o el diàleg entre les simbologies capitalista i comunista representades en banderes blanques que mostren imatges dels Estats Units i la Unió Soviètica a l'obra Im Bereich der West-Wind Welt (1991).
De la mateixa manera, a les obres Hi Tao (1981), amb superposicions d'imatges de tràfic i la conducció d'un cotxe per carretera, i la instal·lació Ceterum censeo: video ex nihilo (1984) a la Biennale de Venècia, on un cotxe descansa sobre un suport format per quatre televisors en funcionament, el treball de Günther presenta paral·lelismes amb la iconografia - els aparells de televisió i els cotxes-, utilitzada persistentment a l'obra del seu compatriota Wolf Vostell.

### Crítica social i política
El trasllat a Nova York a mitjans dels anys 80, i el contacte amb l'avantguarda artística nord-americana, especialment l'artista Peter Fend, unit amb la formació multidisciplinària de Günther, marca un punt d'inflexió a la seva obra, que transita cap a la progressiva integració de la informació com a matèria primera del seu treball, que adopta el tractament de diferents tipus de dades com a base per establir una crítica política i social de temes amb un impacte global, i demostra com un individu pot tenir un paper decisiu en els esdeveniments.
L'any 1987 participa en la Documenta 8 de Kassel, on presenta el projecte K4 (C3 I) [Command Control Communication and Intelligence]. En una sala amb forma de búnquer, sobre una llosa de marbre es projecten des d'un projector de vídeo imatges de satèl·lit preses des d'una altura de 700 km, mostren un camp d'aviació militar soviètica a Afganistan i una pista d'aterratge a Hondures, de la qual els nord-americans havien negat l'existència. Les imatges mostren la realitat oculta a l'espectador a través de les mateixes imatges originals aconseguides pels satèl·lits espies.
El context sociopolític a finals dels anys 80 i principis dels 90, influeixen en el treball de Günther. La visió antagònica del món característica de l'enfrontament a escala global de les dues superpotències de l'època, les seves conseqüències, i la visió dels mitjans de comunicació es manifesten en projectes com el canal pirata Kanal X (1990), o un tríptic de videoinstal·lacions que seguien la mateixa metodologia: 
Im Bereich der West-Wind Welt (1991), on dues banderes blanques eren mogudes per un ventilador, a cada bandera es projectaven imatges característiques de la Unió Soviètica i els Estats Units: els estendards de cada nació, vídeos dels discursos dels líders polítics, desfilades militars i esdeveniments icònics d'ambdós bàndols.
Shaheed (1991), on es mostren imatges de la Guerra Iran-Iraq (1988-1990), per homenatjar als morts, els màrtirs, els desertors i els refugiats. I Antifeyerabend (1994), que finalitza la sèrie i on s'utilitzen tres banderes.
Precisament sobre l'estatus dels refugiats tracta el projecte Refugee Republic, iniciat l'any 1992 i que encara té presència a través d'una pàgina web per donar visibilitat al problema dels refugiats al món, on es proposa la creació d'un estat supranacional i supraterritorial que es converteixi en un model per a la resta del món. L'enfocament del tema evita l'habitual associació negativa sobre el refugiat, i posa com a exemple de països com els Estats Units, Austràlia o Israel, basats en gran part en els esforços de les grans poblacions de refugiats com a fonament del futur desenvolupament de les nacions. L'ús de la tecnologia sempre ha estat present a l'obra d'Ingo Günther, amb aquest projecte utilitza per primer cop Internet, encara en procés d'implantació global, com a mitjà per mostrar la situació dels refugiats al món i intercomunicar-los a través de la pàgina web del projecte.

### Experimental i obres al Japó
Amb un caràcter més proper a les intencions experimentals del videoart unit a la tecnologia amb un estil similar a referents com Woody i Steina Vasulka, trobem una sèrie de treballs a diferents exposicions, on la tecnologia i la interacció del públic posseeix un component central, i que formen part de la relació establerta entre Ingo Günther i la cultura japonesa.
L'exposició On Air (1992), al temple Tochoji de Tòquio, el públic mitjançant uns petits televisors LCD amb unes antenes incorporades, en caminar per la sala buida podien captar les imatges electromagnètiques creades per diferents artistes. L'obra d'art no era visible, i era necessària la interactivitat del visitant per crear-la.
A la instal·lació Hiroshima - Thank you – Instrument (1995), en commemoració dels 50 anys dels bombardejos atòmics sobre Hiroshima i Nagasaki, es reflecteix la imatge de les siluetes dels visitants sobre les parets de la sala d'exposició, fent referència a les ombres permanents sobre el paisatge urbà que van deixar persones i objectes després de les explosions.
A l'obra U de l'any 2005, Günther va crear imatges a partir de l'escaneig dels sons captats per un sonar a la badia de Yokohama.

### World Processor
A finals dels anys 80, va iniciar el seu projecte més conegut i encara vigent, World Processor (1988), on se sintetitzen gran quantitat de dades i es presenten a través de globus terraqüis que compilen la informació, la pretensió de Günter és arribar a la font de la naturalesa de l'art, dir molt amb molt poc. El procediment seguit per l'autor es basa en la selecció, anàlisi i síntesis de gran quantitat d'informació amb l'objectiu de transformar-la en una representació visual que permeti al públic inferir realitats complexes a partir de l'observació de les seves creacions, però sempre mantenint un aspecte lúdic, interactiu i amb absència de dramatisme. El globus terrestre actua com una pantalla per la visualització d'informació referent a diferents problemàtiques que afecten la terra i els seus habitants. La utilització d'aquest suport a causa del seu caràcter històric i universal per representar els territoris del planeta, permeten a l'espectador construir un marc conegut on contextualitzar la informació, que es representa com: «utilitzo el format de globus terraqüi per a entendre el context i també per aportar una perspectiva global i proporcional a problemàtiques locals, nacionals i regionals. El globus s'ha convertit en una interfície per entendre la totalitat de la realitat global de manera ràpida i intuïtiva.» segons les paraules de l'artista.
Durant les dècades que abasten la realització d'aquest projecte, Günther ha creat més de 300 globus que reflecteixen gran part de les preocupacions globals com: la divisió territorial de la Guerra Freda, la proliferació nuclear, l'augment de la població, el deteriorament mediambiental, la pena de mort, les zones en guerra o el terrorisme.
L'any 2014, el projecte World Processor, ha format part de l'exposició Big Bang Data al CCCB, on es presenta el concepte de Big Data. L'exposició planteja els diferents tractaments de les dades en la societat de la informació, tant des d'una perspectiva tecnològica com artística o econòmica.

## Exposicions rellevants
1984. Ceterum censeo: video ex nihilo Biennale Venecia.
1987. K4 (C31), Documenta 8 Kassel.
1991. East-West-Wind.Zone D – Innenraum, Leipzig.
1995. Thank you – Instrument, Hiroshima City Museum of Contemporary Art.
1996. On air, Tochoji Zen Temple in Yotsuya, Tokyo.
1997. Nature Retrofit. Wewerka Pavillion, Münster.
2002. Time as Ailment of Eternity.
2002. 210 Small and Medium Pieces Occasionally Taking Shape.
2003. UNDP Presence. Kiev.
2005-2009. Topography Drive: Pacific Rim.
2005. “U”. Yokohama Triennial.
2005. Ruhr Man. Kunstverein Ruhr.
2013. 一、二、三＝. Kyushu GeiBunKan, Fukuoka-ken (Japó).
2014. Quadrilateral Planetarism, Kolibri, Berlin.
2014. Big Bang Data, CCCB, Barcelona.